# Jürgen Marcus
Jürgen Marcus, pseudonimo di Jürgen Beumer (Herne, 6 giugno 1948 – Monaco di Baviera, 17 maggio 2018), è stato un cantante tedesco, che era dedito principalmente ai generi pop-Schlager e professionalmente in attività dall'inizio degli anni settanta.
Nel corso della sua carriera, pubblicò una quarantina di album (tra cui una ventina di album in studio) e si aggiudicò una Goldene Schalplatte, 4 BRAVO Otto, e 4 Goldene Löwen ("Leoni d'Oro"). Tra i suoi singoli di maggiore successo, figurano Eine neue Liebe ist wie ein neues Leben, Ein Festival der Liebe, Schmetterlinge können nicht weinen, Ein Lied zieht hinaus in die Welt, ecc.

## Biografia
Jürgen Beumer (in seguito noto con il nome d'arte di Jürgen Marcus) nasce a Herne il 6 giugno 1948 (1949, secondo un'altra fonte).
Dopo la partecipazione, da adolescente, in alcuni gruppi musicali non professionisti, nel 1969 arriva la svolta con la partecipazione al musical Hair, dove interpreta il ruolo di Claude. Nello stesso anno, ottiene la vittoria al Festival Europeo della Canzone di Bruxelles.
L'anno seguente, pubblica per l'etichetta discografica Telefunken il suo primo singolo, intitolato Nur du.
Nel 1972, pubblica il singolo Eine neue Liebe ist wie ein neues Leben, che rimane per 15 settimane tra le top ten tedesche. L'anno successivo pubblica il primo album in studio, Ein Festival der Liebe.
Nel 1976, dopo non aver ottenuto il "pass" per rappresentare il proprio Paese alla manifestazione, partecipa ugualmente all'Eurovision Song Contest, gareggiando per il Lussemburgo con il brano Ein Lied zieht hinaus in die Welt, che si classifica al 14º posto.
Nel 1995, si lega sentimentalmente al suo manager Nicolaus Fischer, assieme al quale va a vivere a Monaco di Baviera.
Nel 2002, viene colpito da una broncopneumopatia cronica ostruttiva, che pregiudicherà il prosieguo della carriera e che lo condurrà alla morte 16 anni dopo.
Nel 2012, annuncia il proprio ritiro dalla vita pubblica e nel 2013, rende noto pubblicamente il suo stato di insolvenza finanziaria. In seguito, nel 2017, annuncia l'abbandono definitivo della carriera di cantante per motivi di salute..
Muore a Monaco di Baviera nel mese di maggio del 2018 all'età di 69 anni a causa della malattia polmonare di cui soffriva da 16 anni. La notizia della morte dell'artista viene resa nota martedì 29 maggio 2018, circa due settimane dopo il decesso, dal compagno e manager dell'artista Nikolaus Fischer.

## Discografia parziale

### Album
- 1973: Ein Festival der Liebe
- 1974: Der Grand Prix d’amour
- 1975: Premiere
- 1975: Ein Lied zieht hinaus in die Welt
- 1976: Ich bin Jürgen
- 1976: Der Tingler singt für euch alle
- 1977: Das weiß die ganze Nachbarschaft
- 1977: Die Uhr geht vor – du kannst noch bleiben
- 1978: Jürgen Marcus
- 1979: Ein Teil von mir
- 1980: Portrait
- 1981: Engel der Nacht
- 1982: Ich will dich so wie du bist
- 1988: Jürgen Marcus-Hit-Mix
- 2004: Ich glaub an die Welt
- 2006: Tausend Lichter, tausend Kerzen
- 2008: Für immer
- 2011: Zeitreif